# Alianza Libertadora Nacionalista
La Alianza Libertadora Nacionalista fue un grupo argentino nacionalista de extrema derecha, notable por sus acciones violentas. Fue fundada como Alianza de la Juventud Nacionalista en septiembre de 1937 por Juan Queraltó y el ingeniero Carlos Burundarena, profesor de la Universidad de Buenos Aires (UBA). Los dos fundadores militaban en la Unión Nacionalista de Estudiantes Secundarios (UNES), fundada por el mismo Queraltó luego del golpe militar de 1930 para apoyar al gobierno de José Félix Uriburu. La Alianza de la Juventud Nacionalista estaba destinada a contener la militancia de los jóvenes de la UNES después de terminados sus estudios secundarios. La UNES continuó existiendo como organización secundaria de la Alianza hasta 1955.  
En mayo de 1943, luego del golpe de Estado, la AJN cambió su nombre por el de Alianza Libertadora Nacionalista. Desde octubre de 1943 hasta 1955 publicaron el periódico "Alianza". Si bien los orígenes de la mayoría de sus miembros se vinculan al nacionalismo católico, el grupo se identificó con el peronismo.
En su accionar político la Alianza Libertadora Nacionalista mantenía en sus inicios el saludo fascista, sus militantes utilizaban uniformes de camisa gris con un correaje de cuero y su símbolo era un cóndor negro en un cielo azul tras un fondo rojo, sosteniendo un martillo y una pluma en sus garras, que simbolizaba la unión de los intelectuales y los trabajadores. A nivel ideológico eran corporativistas, antiliberales, antisemitas y antiimperialistas. Criticaban al sistema político corrupto de la democracia y a la oligarquía conservadora que había gobernado el país en los años de 1930. También rechazaba por igual el comunismo y el capitalismo promoviendo la instauración de un Estado corporativo autoritario. 
Fue una de las primeras organizaciones nacionalistas que apoyó al peronismo aunque participó de las elecciones de 1946 con su propia lista. Mantuvo una relativa autonomía frente al peronismo hasta que en los años 50 cuando Guillermo Patricio Kelly desplaza a Queraltó, la organización queda completamente subordinada al gobierno de Perón.  
El 21 de septiembre de 1955, producido el golpe de Estado autodenominado Revolución Libertadora, tanques del Ejército cañonearon y demolieron la sede de Alianza Libertadora Nacionalista, en el centro de Buenos Aires, matando a algunos de sus integrantes. Luego del golpe de 1955 varios militantes de la Alianza Libertadora Nacionalista formaron parte de manera inorgánica de la Resistencia Peronista.     
La Alianza Libertadora Nacionalista vuelve a reaparecer en los años 1973 con el regreso de Juan Queraltó a la dirección.

## Historia
El germen de la alianza se encuentra en la Legión Cívica Argentina, grupo político y paramilitar formado por el presidente argentino, general José Félix Uriburu, oficialmente como reserva de las fuerzas armadas argentinas. Fue reconocida como entidad política el 20 de mayo de 1931, siendo la única autorizada a funcionar durante el gobierno de facto y recibió personalidad jurídica el 11 de enero de 1932. Los miembros del movimiento fueron autorizados a recibir entrenamiento militar. Uriburu los bautizó como los  “Camisas negras argentinos”, siguiendo la base de las milicias de combate voluntarias de Benito Mussolini. La Legión se declaró integrada por "hombres patriotas" que encarnaran "el espíritu de la revolución de septiembre y que estuvieran moral y materialmente dispuestos a cooperar en la reconstrucción institucional del país". La Legión fue la organización nacionalista más grande de Argentina a principios de la década de 1930. Se sabe que el movimiento cometió actos de violencia contra sus opositores políticos y torturó a los capturados.
A diferencia de otras organizaciones nacionalistas argentinas de la época, la Legión tenía una sección de mujeres, mientras que otros grupos nacionalistas excluyeron a las mujeres de sus organizaciones. La sección de mujeres de la Legión llamada Agrupación Femenina de la LCA promovía a las mujeres en el amor a las fuerzas armadas y el respeto por el orden, la autoridad y la jerarquía en el hogar y la escuela. Estas mujeres también tenían encomendada la misión de brindar ayuda a los pobres para ayudar a establecer la paz social.
Juan Queraltó creó en ese marco la Unión Nacionalista de Estudiantes Secundarios (UNES), como organización estudiantil de la Legión. La Legión Cívica, si bien existió hasta 1940, perdió importancia inmediatamente a la muerte de Uriburu. El gobierno de Justo que le reemplazó no veía bien al nacionalismo ortodoxo y a su hermandad con el fascismo. Privada del apoyo estatal, la Legión inició un lento declive del que sólo quedaría exceptuada la UNES, organización que continuó captando jóvenes y desarrollando una militancia entusiasta hasta generar la necesidad de una nueva organización que permita la continuidad  después de los estudios secundario. Fue ese el nacimiento de la Alianza de la Juventud Nacionalista. La UNES continuó existiendo como organización secundaria de la Alianza hasta 1955.

## Bajo el primer peronismo
En las elecciones de 1946, que verán el triunfo del candidato Juan Domingo Perón a la presidencia del Estado argentino, la Alianza Libertadora Nacionalista aunque siendo el más importante de los movimientos nacionalistas, sólo obtuvo unos treinta mil votos en las escasas circunscripciones electorales. donde presentó candidatos. De hecho, a pesar de que la ALN reconoció a Perón como su líder simbólico y apoyó su campaña presidencial, persistió en presentarse a las elecciones con sus propios candidatos. Algunos de ellos eran candidatos para el Senado: un alto oficial retirado de la marina, un exministro de Ortiz, León Scasso, y el médico nacionalista y decano de la Facultad de Medicina de la Universidad de La Plata, Frank Soler; para la Cámara de Diputados, entre otros, Juan Queraltó, el cura y escritor Leonardo Castellani, Bonifacio Lastra, Alberto Bernaudo, Arturo Palenque Carreras (marido de la escritora Silvina Bullrich), Carlos Ibarguren y José María Rosa. Entre los militantes se contaban Guillermo Patricio Kelly (quien llegó a presidirla), acompañado por su mano derecha Héctor Luis del Río, Jorge Ricardo Masetti, Rogelio García Lupo y, fugazmente, a Rodolfo Walsh, de quienes consiguió el dinero para publicar Operación Masacre.  Los resultados no fueron alentadores, pues en las cuatro circunscripciones en las que habían competido obtuvieron el 4% de los votos, y menos del 1% en la provincia de Buenos Aires, y ningún candidato fue electo. Sumado a esta debacle electoral, muchos activistas se alejaron de la Alianza, debido a su indecisión sobre su relación con el nuevo gobierno. Queraltó, esforzándose por mantener a flote el movimiento sin renunciar a su autonomía, ocupó una posición muy inconveniente, acusado, por un lado, de complacencia por quienes se oponían a Perón con criterios nacionalistas, y criticado, por otro, por quienes apoyaban al General Perón y quería un alineamiento incondicional de la ALN con la línea peronista. Ciertas fracciones, convencidas por Perón, llegarán a adherirse de lleno al peronismo, sin por ello renunciar a su lealtad a la Alianza; en la provincia de Buenos Aires incluso se vio a facciones aliancistas participar, aunque a través de su propia corriente, en las elecciones internas del Partido Justicialista –este fue el caso de Jorge Álvarez Ceballos y Víctor Asprella-.

Casi inmediatamente después de asumida la presidencia por Perón, surgirá el primer conflicto entre este y la ALN con motivo de la aprobación del Acta de Chapultepec. En esa ocasión, Perón declaró:
“La Argentina es una parte del continente americano e, inevitablemente, se agrupará junto a Estados Unidos y las demás naciones americanas en todo conflicto futuro”.
Esto motivó que los aliancistas, bajo la consigna "Patria Sí, Colonia No" invadieran las calles de Buenos Aires y provocaran disturbios durante varios días, intentado la quema de  distintos cines. También trataron de descarrillar tranvías, apedrearon el Congreso cuando los senadores aprobaron el Acta por unanimidad y hasta intentaron estrellar allí un avión robado del aeroclub de La Matanza. Como consecuencia de ello, se desencadena a cambio una violenta represión con más de 200 detenciones. Este es sin duda el último acto de autonomía de la ALN; a partir de entonces, la actitud de subordinación de los aliancistas al gobierno seguirá reforzándose, pero al precio de convertirse en un simple grupo de choque, una especie de milicia dirigida contra el comunismo y la oposición en general, pero con poca capacidad para influir en el debate público. El gobierno peronista les proporcionaría recursos para esas acciones, además de asegurarles la colaboración policial, liberando zonas para sus atentados. En poco tiempo, la Alianza acabó renunciando a todas sus actividades de formación ideológica, las de propaganda y difusión, y casi todas las no relacionadas con la lucha callejera. Así miembros de la ALN atacaron la sede de varios diarios liberales y de izquierda, incluido La Hora el órgano del Partido Comunista, así como un bar en el centro de Buenos Aires, alegando que era frecuentado por refugiados republicanos españoles.
José Luis de Imaz, militante aliancista de la primera hora, llegó a escribir que "Todo lo mejor y más puro y más noble que había en la Alianza -y eran muchos- se desafilió entre marzo y abril de 1946; así la entidad (...) terminaría poco después por convertirse en un hato de matones, delincuentitos reales o potenciales, y de presuntos grupos parapoliciales, hasta el estruendoso final wagneriano de 1955".
La fracción de la UNES, la rama estudiantil de la Alianza, se fue marchitando cada vez más con los años. Sus actividades fueron proscritas desde las escuelas secundarias, admitiendo el peronismo en adelante solo la existencia de la Unión de Estudiantes Secundarios, pensada, apoyada y controlada por el gobierno. Por el tiempo de la Revolución Libertadora y la quema de iglesias, la UNES, entonces dirigida por Luis Demharter, terminó separándose de la Alianza para formar un grupo nacionalista católico separado, que se dio a sí mismo el nombre de la revista que editaba la organización: Tacuara.
La condición de grupo parapolicial, la predilección por la acción callejera violenta, seguirán siendo rasgos constantes de la ALN, así como su fuerte impronta anticomunista y antisemita, siendo ese uno de los motivos de su caída en desgracia.
En agosto de 1948 el gobierno peronista había reconocido al Estado de Israel y estaba interesado en mantener relaciones cordiales con la comunidad judía en Argentina. En 1949 se estableció en la nueva Constitución Nacional una condena a la discriminación racial y religiosa y en 1951 visitó el país el presidente de Israel, siendo recibido con todos los honores. De modo pues que como afirma Roberto Bardini "la organización acaudillada por Juan Queraltó se había convertido en un estorbo para el gobierno peronista." La suerte de la Alianza estaba echada.
Tras el fallido golpe de Estado del general Benjamín Menéndez en 1951, el gobierno  declaró el "estado de guerra interna" y puso bajo estrecha vigilancia a las organizaciones nacionalistas, entre otras. En tal contexto, la revista Alianza se abstuvo de formular la más mínima crítica contra el gobierno peronista, mientras continuaba con sus invectivas contra la "oligarquía liberal, judía y comunista". 
Por aquellos años se había  vuelto a incorporar a la Alianza Guillermo Patricio Kelly, exmilitante que había sido expulsado en 1946 por su conducta delictiva. En su segundo ingreso, Kelly -supuestamente apoyado por el gobierno nacional- escaló rápidamente posiciones, debido más que nada a sus cualidades para amedrentar a sus rivales y liderar grupos de choque. En 1953 se apoderó de la conducción de la Alianza en un golpe de mano que incluyó el secuestro y las torturas de su líder fundacional, Juan Queraltó, el cual se tuvo que ir del país amenazado de muerte. Inmediatamente, Kelly torció el rumbo de la agrupación, cambiando su nombre y haciendo pública su alineación absoluta e indiscutida con el gobierno de Perón.
El mismo Kelly dio su versión de los hechos en la revista Humor en octubre de 1982: "Intenté derribar en el 51 a Queraltó, y fui preso. Recién lo conseguí en abril del 53. (...) Le cambié el nombre, y le puse Alianza Popular Nacionalista (...) Todos los nacionalismos de esa época, esto es importante entenderlo, estaban impregnados de alguna manera de la propaganda de los países del Eje. La disciplina era del fascismo; las consignas, del nazismo, y la Falange aportaba los libros. Cuando le tomamos el local a Queraltó, derribamos a los nazis, a los fascistas y a los falangistas".
Por otro lado, Queraltó acusó a Kelly de estar al servicio del entonces ministro del Interior, Ángel Borlenghi, de quien se sabía que había tenido "militancia comunista" y estaba casado con una mujer judía: "Un día la policía entra al local de San Martín y Corrientes, y mete de prepotencia a Guillermo Patricio Kelly, a quien la Alianza había expulsado en 1946. Así se apodera de nuestra organización por medio de un acto de fuerza apoyado por la policía mandada por Borlenghi. A mí me llevan preso a Orden Político (...). A los quince días de encierro, Perón me manda a llamar y me ordena que "desensille hasta que aclare". Me designaron en la embajada argentina en Paraguay". La designación en la embajada parece obedecer a la intención del gobierno de quitar del medio a Queraltó, quien era considerado una amenaza al verticalismo que se le exigía a la Alianza para continuar en funcionamiento. El 19 de abril de ese año, la destitución de Queraltó es anunciada por la Alianza a través de un "comunicado oficial" publicado en el diario La Nación en el que se expresa "la férrea decisión del nacionalismo argentino de apoyar al líder de la Revolución, General Juan Domingo Perón".
Para entonces, la Alianza había alcanzado su nivel más bajo de militancia y afiliación; las líneas directas se cerraron una tras otra y muchos militantes la abandonaron. El golpe de Estado del 55 que derrocaría a Perón encontraría a los últimos aliancistas atrincherados en su búnker con armas en la mano defendiendo a un Perón que ya estaba organizando la huida que lo llevaría a la embajada de Paraguay primero y posteriormente al asilo. En el primer piso, los últimos militantes aliancistas habían colgado una pizarra con una leyenda desafiante: "Si quieren el cadáver de Ingalinella, vengan a buscarlo". Se jactaban del asesinato del médico comunista Juan Ingalinella, ocurrido el 17 de junio, un día después del anterior intento de golpe de Estado, y considerado el primer "desaparecido" de la historia argentina. En realidad, nadie de la Alianza tenía relación con ese crimen. Ingalinella murió en Rosario, mientras era picaneado por policías de la ciudad. Pero el cartel era una provocación hacia los militantes de la Federación Juvenil Comunista que en ese momento estaban en las calles celebrando la inminente caída de Perón. El 17 de septiembre hubo un intercambio de golpes entre aliancistas y militantes de la FJC que intentaron ingresar al local en respuesta a la provocación.

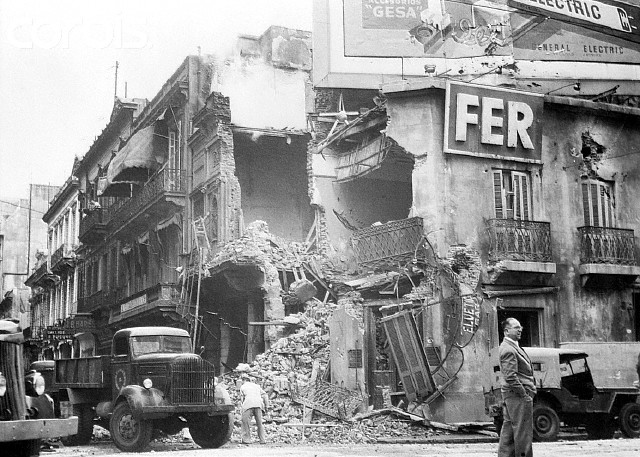
Tanques del Ejército destruyen la sede de la Alianza Libertadora Nacionalista.

El día 21 de septiembre de 1955 dos tanques Sherman del Ejército se apostaron en la avenida Corrientes y enfocaron sus cañones hacia el viejo local del primer piso de San Martin 392, sede de ALN, en el barrio de la "city" porteña. La lluvia era torrencial. Diecisiete militantes ocupaban ese primer piso. Un oficial de apellido Guillenteguy envió a otro, de menor grado, a pactar la rendición. Lo sacaron a empujones. "Decile al que te mandó que la Alianza no se rinde... Nosotros no aflojamos ni traicionamos...".  Poco después de eso, Guillermo Patricio Kelly llegó al local partidario e intentó, según su relato, ingresar al mismo para unirse a los militantes. Fue detenido por las tropas que lo rodeaban. Inmediatamente después de eso los militantes nacionalistas comenzaron a disparar sobre los camiones del Ejército. Se cruzaron proyectiles de fusiles y ametralladoras, hasta que los cañonazos de los tanques golpearon la mole de cemento y demolieron el viejo edificio. Los mismos militantes, posteriormente, intentaron crear un mito inspirador en este ataque, llegando a hacer circular rumores sobre decenas o cientos de muertos, hasta 400 en algunas versiones. "Lo cierto es que, pese a lo espectacular de la  operación, no murió nadie en el procedimiento y sólo se  registraron dos heridos: la doctora Varela y un activista de apellido Beceiro. El resto de los ocupantes del local  se habían refugiado en una habitación que estaba fuera del  alcance de la línea de fuego, debido al vértice del mismo.  Por lo demás, en ese momento sólo había 17 personas en el  local de San Martín y Corrientes". Kelly permaneció detenido hasta el año 1957 cuando logró evadirse.

## Refundación y el tercer peronismo

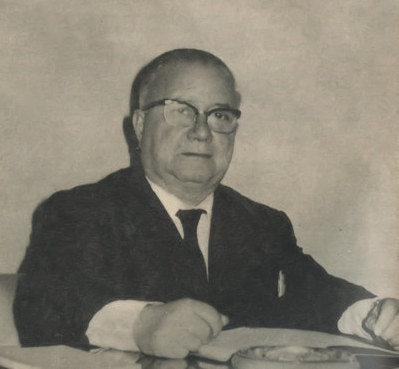
Juan Queraltó en 1974, tras su regreso del exilio.

La revista Alianza resurge en 1972, con el subtítulo de “periódico nacionalista” y bajo la dirección de H. Castilla Araujo, el 8  de febrero del mismo año, la revista se autodenominaba "órgano oficial de la Alianza Libertadora Nacionalista", cuarta época, esta vez bajo la dirección de Antonio Fernández, y al parecer fruto de la asociación de varias alianzas - miembros. En mayo de 1973, junto con el regreso del exilio de Perón y Queraltó, apareció en los periódicos un anuncio de la ALN, en el que sus integrantes comunicaban su intención de regresar al país para colaborar, junto a Juan Perón, en el proceso de liberación nacional. Al mismo tiempo, estuvieron en el origen de varias de las actuaciones encaminadas a la ocupación de edificios públicos llevadas a cabo durante estos meses.
Esta reaparición de la ALN, que Queraltó selló el 21 de mayo de 1973 al inaugurar la nueva sede de la Alianza, también resucitará muchos de los rasgos que la ALN había presentado en el pasado, en particular su inclinación por la acción violenta, el antisemitismo y el anticomunismo, este último ahora centrado en la lucha contra la izquierda peronista. El primer número de la nueva Alianza apareció con el titular “GUERRA”, y con el titular “General Perón define la lucha contra el marxismo”.
En el mismo número se mencionó la existencia de un Departamento de Asuntos Aborígenes de la Alianza,el cual habría sido encomendado a Guillermo Agustín Fariña y tendría la función de referir a las autoridades los problemas de comunidades indígenas y constituir cooperativas para la producción y comercialización de sus productos a un precio justo. Cabe señalar que esta preocupación por la cuestión indígena se manifestó desde los inicios del nacionalismo argentino.
Esta cuarta etapa del diario Alianza traerá de vuelta a la agenda aún otros temas, ya queridos por la vieja ALN, como el revisionismo histórico, la defensa de la soberanía nacional, la afirmación del nacionalismo, y los ataques contra los judíos y contra el comunismo en general. El 3 de noviembre de 1973, saludó la derogación de la antigua ley de 1857 que condenaba a Juan Manuel de Rosas como Reo de la Patria (Ladrón de la Patria), mientras aplaudía el proyecto de ley del Senador salteño Cornejo Linares.  
El antiguo antisemitismo de la Alianza renacerá brutalmente de sus cenizas durante la reunión pública que organizó con motivo de la promulgación de la ley para la repatriación de los restos de Rosas. Allí se exhortó abiertamente a la asistencia, entre cánticos y vítores en honor de Rosas, a atacar a los judíos, y se oyó pronunciar contra ellos, a gran voz: ¡¡¡Mazorca, Mazorca, judíos a la horca!!!, o: ¡¡¡Mazorca, Mazorca, los judíos en la horca!!! (siendo la Mazorca la milicia de choque del régimen rosista).
Durante estos años, y hasta el golpe de Estado de 1976, la ALN pertenecerá a este conglomerado de grupos que, identificados con el Peronismo ortodoxo, se dedicarán a combatir a la izquierda, tanto peronista como no peronista.

## Ideología

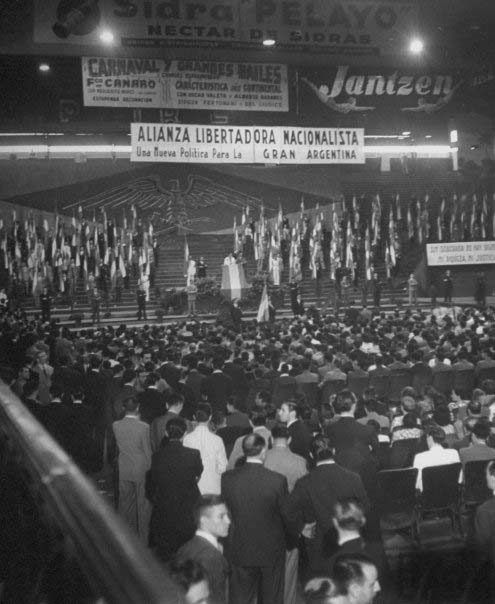
Congreso de la Alianza Libertadora Nacionalista. El símbolo ALN del cóndor andino agarrando un martillo y una pluma está en la pared de fondo.

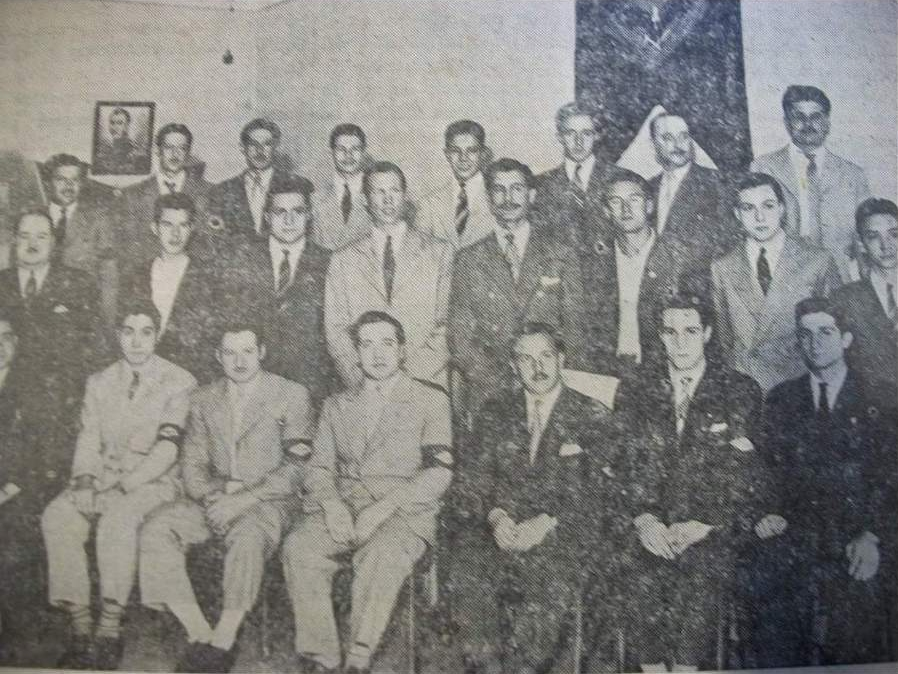
Militantes de la Alianza Libertadora Nacionalista en 1945

El movimiento estuvo fuertemente influenciado por el fascismo, con sus miembros utilizando el saludo romano, vistiendo uniformes de estilo fascista y marchando en formación militar. La declaración de principios del movimiento en 1931 atacó el marxismo y la democracia y declaró su apoyo a la creación de un estado corporativista como el de la Italia fascista. Cooperó con el Partido Fascista Argentino, particularmente en la región de Córdoba. En 1935, la milicia local se alió con el Partido Fascista Argentino y Acción Nacionalista Argentina para formar el Frente de Fuerzas Fascistas de Córdoba, el cual fue reemplazado por la Unión Nacional Fascista en 1936. En 1936, su líder el General Juan Bautista Molina reorganizó la milicia tomando como base la organización del Partido Nacionalsocialista Obrero Alemán. El general Molina quería una Argentina basada en las líneas nazis, presentándose como un Hitler argentino y teniendo estrechas relaciones con la Alemania nazi. El movimiento pidió "jerarquía y orden" en la sociedad, varios temas xenófobos y antisemitas, y la demanda de "justicia social" y reforma agraria "revolucionaria" para destruir la "oligarquía" en Argentina. El movimiento también abogó por el irredentismo contra los vecinos del país, Uruguay, Paraguay, Chile, Bolivia y Brasil.
Era violentamente antisemita, con su diario Combate emitiendo un "mandamiento" a sus miembros: "Guerra contra el judío. Odio hacia el judío. Muerte al judío". Ya en los “Postulados de nuestra lucha”, especie de manifiesto de la organización, de 1940 denunciaban el "problema judío" como uno de los más graves de la Argentina y proponían “cerrar en absoluto” la entrada de judíos al país y tomar medidas para detener “su perniciosa influencia en el gobierno, en la economía y en la cultura”.

## Símbologia del Partido

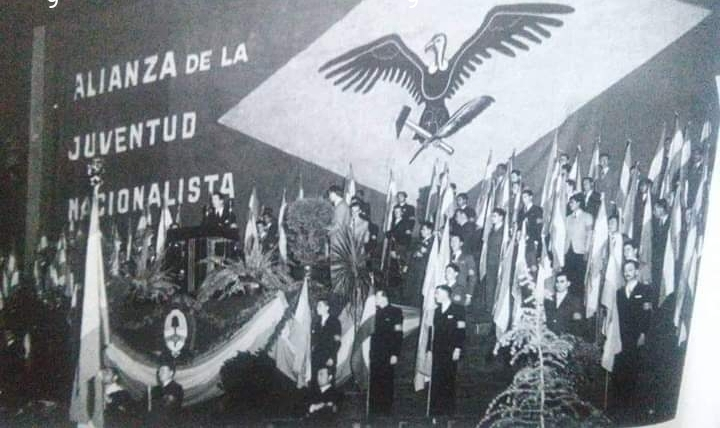
La Alianza Libertadora Nacionalista en 1942

La Alianza Libertadora Nacionalista utilizó el cóndor andino como símbolo del movimiento. El cóndor andino es un símbolo nacional de Argentina.